# شهرستان شیچنگ
شهرستان شیچنگ (به لاتین: Shicheng County) یک شهرستان‌های جمهوری خلق چین در چین است که در گانژوو واقع شده‌است.
 شهرستان شیچنگ  ۳۰۰٬۰۰۰ نفر جمعیت دارد.